# 常富喜雄
常富 喜雄（つねとみ のぶお、1948年7月7日 - ）は、東京都世田谷区砧出身の歌手・作曲家・編曲家・音楽プロデューサーであり、猫(NEKO)のメンバー。

## 略歴
1975年 ザ・リガニーズ、猫(NEKO)を経て、吉田拓郎に誘われフォーライフ・レコード（現・フォーライフミュージックエンタテイメント）で音楽プロデューサーとして活動開始。拓郎をはじめ、杏里、大野真澄、原田真二、伊勢正三、奥野敦士、尾崎亜美、HUMAN SOUL、中沢信栄(GATS)、DOUBLE等の作品を手がける。
2003年 フォーライフミュージックエンタテイメントを退社。
2004年に猫(NEKO)を再結成し、音楽プロデューサー、作曲家、ギタープレイヤーと並行して再活動開始。
2009年 杏里)のアルバム「ANRI AGAIN〜Best Of Myself」にレコーディングディレクターとして参加。
2012年、林立夫、ブレッド&バターの岩沢二弓、六文銭の四角佳子、キーボーディスト新川博と"Colors"を結成。全国ツアーを行う。
2012年より「どこへ行くフォークソング」のエディターを担当。スペシャルライブや、「どこへ行くフォークソングツアー」では演奏も兼務する。

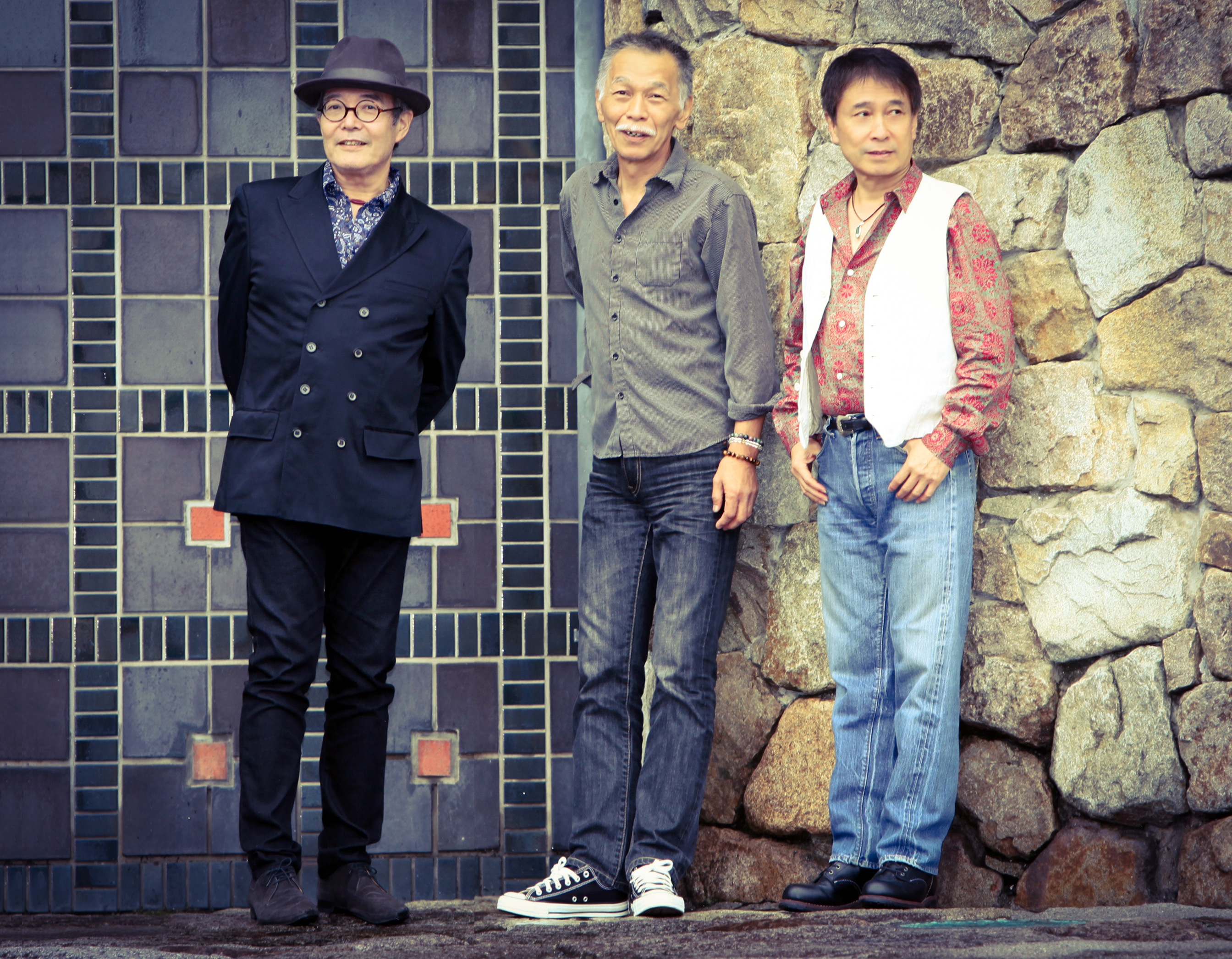
「猫(NEKO)」旧メンバーの内山修、新井武士と常富喜雄（2013年）

2015年 杏里のアルバム『Smooth & Groove』にレコーディングディレクターとして参加。
2018年 杏里のアルバム『ANRI』にレコーディングディレクターとして参加。
2019年 ましゅまろままのアルバム「うたかぜ3」をプロデュース。みほりょうすけのシングル「月篝 / DA・GANNI～だがんに」を日暮風太と共同プロデュース。
2020年1月1日、日暮風太との新生・猫(NEKO)をスタートさせる。
2020年3月、アルバム「NEKO 7」発売。
2021年より「NEKO 7」発売記念ツアーを開始予定。いわさききょうこのアルバム「カッパが飛んだ空」を編曲、共同プロデュース。

## 提供楽曲
- あおい輝彦
  - 「あなただけを」
- キャンディーズ
  - 「気軽な旅」
  - 「暑中お見舞い申し上げます Part2」
- 内藤やす子
  - 「さよならの町」
  - 「ジントニックをもう一杯」
- 四角佳子
  - 「旅の途中」
  - 「ささやかでも愛の歌」
- 水谷豊
  - 「草の夢」
  - 「飛行場」
  - 「曇りのち晴れ」

- いわさききょうこ
  - 「君住む街へ 〜Tadami Line〜」
  - 「悪魔か菩薩」
  - 「風のようには消えないで」
  - 「へろへろかっぱ」

## プロデュースを手がけたアーティスト
- 吉田拓郎
- 杏里
- 原田真二
- 大野真澄
- 伊勢正三
- 尾崎亜美
- 奥野敦士
- 勝誠二
- Human Soul
- DOUBLE
- 中澤信栄 GATS TKB SHOW
- いわさききょうこ
- ましゅまろまま
- みほりょうすけ
- 猫(NEKO)

## サポート & コラボレーション
- 吉田拓郎
- 杏里
- 伊勢正三
- いわさききょうこ
- イルカ
- ムッシュかまやつ
- 四角佳子
- 井上ともやす
- ましゅまろまま

## レコーディング参加作品
- 杏里
  - 『ANRI AGAIN〜Best Of Myself』
- 吉田拓郎
  - 「明日に向って走れ」
  - 『大いなる人』
  - 『ローリング30』
  - 『無人島で…。』
  - 『アジアの片隅で』
  - 『マラソン』
  - 『俺が愛した馬鹿』

- みほりょうすけ
  - 月篝 / Da★Ganni
- いわさききょうこ
  - 道の鼓動
  - 歌は眠らない
  - 歌は眠らない II
  - 花のように
  - 今、僕のすべて
- イルカ
  - 原石時代